# Lexi Alexander
Lexi Alexander, pseudonimo di Alexandra Mirai (Mannheim, 23 agosto 1974), è una regista, sceneggiatrice e produttrice cinematografica tedesca, ex karateka e kickboxer.

## Biografia
Tedesca di padre palestinese di Ramallah, pratica kickboxing e karate sin da piccola e a 19 anni è già una campionessa in entrambe le discipline.
Arrivata ad Hollywood, Lexi Alexander scrive e dirige un cortometraggio dal titolo Johnny Flynton, interpretato da Dash Mihok, che riceve la candidatura ai premi Oscar nel 2003. Questo le permette di dirigere Hooligans nel 2005, interpretato da Elijah Wood e Charlie Hunnam, film che diventa un piccolo cult.
Nel 2008 esce Punisher - Zona di guerra, basato sull'omonimo personaggio dei fumetti della Marvel, e che vede come protagonisti Ray Stevenson, Dominic West e Julie Benz. Si dedica anche alla regia di episodi di serie televisive.

## Filmografia (parziale)
- Pitcher Perfect – cortometraggio (2001)
- Fool Proof – cortometraggio (2002)
- Johnny Flynton – cortometraggio (2002)
- Hooligans (Green Street, 2005)
- Punisher - Zona di guerra (Punisher: War Zone, 2008)
- Lifted (2010)
- Absolute Dominion (2025)